# Andrew Zamorano
Andrew Zamorano, vollständiger Name Andrew Gaspar Zamorano Melgar, (* 4. Februar 1995 in Uruguay) ist ein uruguayischer Fußballspieler.

## Karriere
Der 1,75 Meter große Verteidiger Zamorano wechselte Ende August 2014 auf Leihbasis von der Reservemannschaft River Plate Montevideos zum Club Sportivo Cerrito. Dort feierte er am 13. September 2014 sein Debüt in der Segunda División, als er von Trainer Marcelo Yaurreche beim 1:1-Unentschieden gegen Miramar Misiones in die Startelf beordert wurde. In der Apertura 2014 bestritt er insgesamt 14 Ligaspiele ohne persönlichen Torerfolg. Anfang 2015 kehrte er zu River Plate Montevideo zurück. Bereits im Februar 2015 schloss er sich dann dem Club Atlético Cerro an, bei dem er der Reservemannschaft (Formativas) angehörte. Seit der zweiten Julihälfte 2016 steht er erneut in Reihen von Cerrito. In der Saison 2016 wurde er fünfmal in der zweithöchsten uruguayischen Spielklasse eingesetzt. Während der laufenden Saison 2017 absolvierte er bislang (Stand: 22. August 2017) 13 Zweitligapartien. Ein Ligator schoss er in beiden Spielzeiten nicht.